# Oameni de treabă
Oameni de treabă («Gente de negocios») es una película rumana de 2022 del género drama - comedia negra . Es el cuarto largometraje dirigido por Paul Negoescu. Los papeles principales fueron interpretados por los actores Iulian Postelnicu y Anghel Damian . La película se rodó en 2021, en el condado de Botoșani .

## Resumen
Ilie, un ex policía de la ciudad, de casi 40 años, se mudó a un pueblo fronterizo en el norte de Rumania. Intenta encontrar la paz y el propósito, sueña con tener su propio huerto, y ocupa su tiempo manejando conflictos menores en el bar local, ignorando en su mayoría las acciones cuestionables del alcalde, así como otros sucesos turbios en el pueblo. Pero cuando un crimen perturba el curso de las cosas, Elijah intenta convertirse en lo que nunca fue: el justiciero que arresta a todos los culpables.

## Distribución
- Iulian Postelnicu en el papel de Elijah
- Anghel Damian como Vali
- Vasile Muraru como el alcalde Constantin
- Crina Semciuc como Cristina
- Daniel Busuioc como el sacerdote
- Oana Tudor como Mona
- Vitalie Bichir como Cornel

## Lanzamiento
La película tuvo su estreno en cines el 14 de agosto de 2022 en el Festival Internacional de Cine de Sarajevo .  Posteriormente, la película ingresó a los cines en Rumania el 25 de noviembre de 2022.

## Premios
Por su actuación, Iulian Postelnicu recibió varios premios, en el Festival Internacional de Cine de Cottbus (Alemania) y en el Festival Internacional de Cine Francófono en Namur (Bélgica), donde la película también recibió el Premio Especial del Jurado.
La película recibió el Gran Premio "Golden Atlas" en el Festival Internacional de Cine de Arras (Francia), el Premio al Mejor Director en el Leskovački Internacionalni Festival Filmske Režije, Serbia (selección Wild Film) y el Premio Especial del Jurado en el Festival de Cine Francófono de Namur (Bélgica)
En la gala de los Premios Gopo 2023, la película tuvo diez nominaciones y recibió seis galardones: Mejor Película, Mejor Actor Protagónico, Mejor Director, Mejor Actor de Reparto, Mejor Guion y Mejor buena instalación.